# Nebra (Unstrut)
Nebra (oficiální název: Nebra (Unstrut)) je město v zemském okrese Burgenland v Sasku-Anhaltsku v Německu. Nachází se na řece Unstruta. Nebra se stala známou tím, že zde byl v roce 1999 objeven Disk z Nebry, významný artefakt z doby bronzové. Již v roce 1962 archeologové objevili figurky z magdalénienu staré 12 000 až 14 000 let. Ve městě dnes žije asi 3000 obyvatel. Narodili se zde německá spisovatelka Hedwiga Courthsová-Mahlerová, dirigent Georg Christoph Biller nebo chodec Dieter Lindner. Název města byl změněn 1. ledna 1998 z Nebra na Nebra (Unstrut). K 1. červenci 2009 byla dříve samostatná vesnice Wangen sloučena s Nebrou a 1. září 2010 byla připojena i vesnice Reinsdorf. V Nebře se dnes nacházejí archivy spisovatelky Courthsové-Mahlerové a muzeum Arche Nebra, věnované historii slavného disku. Samotný disk je však vystaven ve Státním muzeu pravěku v Halle.